# Pedro Guilherme Abreu dos Santos
Pedro Guilherme Abreu dos Santos (Río de Janeiro, 20 de junio de 1997), conocido solo como Pedro, es un futbolista brasileño. Juega de delantero en el C. R. Flamengo del Campeonato Brasileño de Serie A.

## Trayectoria

### Fluminense
Nacido en Río de Janeiro, comenzó su carrera en las inferiores del C. R. Flamengo, donde estuvo hasta los 14 años. Pasó dos años en el Duquecaxiense F. C. antes de entrar en la academia del Fluminense F. C., club rival del Flamengo.
Debutó en el primer equipo del Fluminense el 10 de marzo de 2016 en la victoria por 2-0 sobre el Criciúma E. C. en la Primeira Liga. Ese año, el 26 de junio, debutó en la Serie A en la victoria por 2-1 sobre Flamengo. Jugó dos encuentros más del Brasileirão esa temporada.
El 24 de enero de 2017 anotó su primer gol como profesional en la victoria por 3-2 ante el Criciúma en la Primeira Liga, y anotó dos goles más en diez encuentros del Campeonato Carioca.
Siendo titular en el Campeonato Carioca 2018, fue el goleador del campeonato con ocho goles en trece encuentros y se ganó un lugar en el equipo ideal del torneo.
En el verano de 2018 recibió ofertas millonaria de clubes del exterior, se reportó que el Fluminense rechazó una oferta de 8,5 millones € del F. C. Girondins de Burdeos y otra de 15 millones € del C. F. Monterrey mexicano. A pesar de una lesión de rodilla esa temporada, anotó 19 goles para el Flu ese año y ganó el Premio Craque do Brasileirão como promesa del año.

### Fiorentina
El 2 de septiembre de 2019 fichó por la ACF Fiorentina por cinco años. La Fiorentina pagó un total de 11 millones de euros por el fichaje. De esta cantidad, 8 millones se quedarán con la Fiorentina, que conservará el 20% de los derechos económicos del jugador. Pedro también cobró 3 millones de euros por Artsul como club de formación. Pedro eligió la camiseta número 9 de la Viola por su ídolo Batistuta, que vestía esa camiseta. Debutó en la Serie A italiana el 3 de noviembre en el empate 1-1 contra el Parma Calcio 1913. El 28 de septiembre marcó un gol en un partido de entrenamiento entre los reservas y las reservas de la Roma. La etapa de Pedro en Florencia no fue buena, y el club italiano acabó infrautilizando su juego. Allí, solo disputó seis partidos, anotando un gol.

### Flamengo
El 23 de enero de 2020 fue enviado a préstamo al C. R. Flamengo con opción de compra por todo el año. En su debut, el 3 de febrero, contra el Resende, marcó inmediatamente su primer gol (aunque fue en propia puerta, el árbitro en el acta le concedió el gol a Pedro).
Pedro terminó su primera temporada en Flamengo con 20 goles en 39 partidos. El 9 de diciembre, Flamengo ejerció el derecho de compra por 14 millones de euros. Pedro firmó un contrato de cinco años con Flamengo.
Completó 100 partidos con la camiseta rojinegra el 6 de diciembre de 2021, en la derrota por 1-0 ante el Santos en la 37ª jornada del Brasileirão.
El año 2022 fue el mejor de la carrera de Pedro, siendo elegido Rey de América, además de mejor jugador de la Libertadores 2022. Terminó la temporada con 36 participaciones directas de gol (29 goles y siete asistencias) en 59 partidos, siendo esta la mejor temporada del delantero con el manto, fue el máximo goleador de la competición, con 12 goles, habiendo anotado dos hat-tricks durante la campaña por el título.
En 2023, Pedro comenzó el año ampliando su contrato con Flamengo hasta el 31 de diciembre de 2027. Alternó entre el banquillo y el once titular desde principios de año, terminando con 61 partidos (48 como titular) y marcando 35 goles y dando 4 asistencias.
La temporada 2024 de Pedro empezó con fuerza, siendo el máximo goleador del Campeonato Carioca. En total, el número 9 marcó 11 goles en el torneo. Marcaba goles en todas las competiciones, pero el 4 de septiembre, Pedro se rompió el ligamento cruzado anterior de la rodilla izquierda mientras entrenaba con la selección brasileña. Pedro se perdió 21 partidos con el Flamengo debido a la cirugía. En ese momento, había marcado 32 goles en 45 partidos.
El 9 de abril de 2025, después de 7 meses fuera de las canchas, Pedro hizo su debut en la temporada 2025 en una derrota por 2-1 en Maracaná ante Central Córdoba en la fase de grupos de la Conmebol Libertadores.
El 15 de julio, tras la victoria del Flamengo por 2-0 sobre el São Paulo en la vuelta del Brasileirão, el entrenador Filipe Luís explicó por qué había descartado a Pedro del partido. Durante la rueda de prensa, Filipe informó que Pedro no estaba dando el máximo en los entrenamientos como un atleta profesional.

## Selección nacional
En agosto de 2018 fue citado por Tite para formar parte de la selección de Brasil de cara a los encuentros amistosos contra Estados Unidos y El Salvador. Sin embargo, una lesión lo dejó fuera de la cita. Tuvo que esperar más de dos años para debutar con la absoluta. Lo hizo el 13 de noviembre de 2020 en el partido de clasificación para el Mundial de 2022 ante Venezuela que ganaron por 1-0. Volvió a ser llamado por Tite para disputar los amistosos contra Ghana y Túnez. Solo jugó contra Túnez y marcó su primer gol con la selección absoluta. El 7 de noviembre fue llamado para hacer parte del equipo brasileño que participaría en la Copa Mundial de Fútbol en Catar.

### Participaciones en Copas del Mundo
| Mundial      | Sede  | Resultado        | Partidos | Goles |
| ------------ | ----- | ---------------- | -------- | ----- |
| Mundial 2022 | Catar | Cuartos de final | 2        | 0     |

## Estadísticas

### Clubes
Actualizado hasta su último partido disputado el 17 de agosto de 2025.
| Fluminense F. C. · Brasil | 1.ª           | 2016          | 3   | 0  | 1  | 0  | 0  | 0  | —  | —  | 4   | 0   | 0.00 |
| Fluminense F. C. · Brasil | 1.ª           | 2017          | 15  | 2  | 12 | 3  | 3  | 1  | 5  | 1  | 35  | 7   | 0.20 |
| Fluminense F. C. · Brasil | 1.ª           | 2018          | 19  | 10 | 13 | 7  | 4  | 0  | 4  | 2  | 40  | 19  | 0.48 |
| Fluminense F. C. · Brasil | 1.ª           | 2019          | 10  | 5  | —  | —  | 2  | 0  | 2  | 0  | 14  | 5   | 0.36 |
| Fluminense F. C. · Brasil | Total club    | Total club    | 47  | 17 | 26 | 10 | 9  | 1  | 11 | 3  | 93  | 31  | 0.33 |
| ACF Fiorentina · Italia   | 1.ª           | 2019-20       | 4   | 0  | —  | —  | —  | —  | —  | —  | 4   | 0   | 0.00 |
| ACF Fiorentina · Italia   | Total club    | Total club    | 4   | 0  | 0  | 0  | 0  | 0  | 0  | 0  | 4   | 0   | 0.00 |
| C. R. Flamengo · Brasil   | 1.ª           | 2020          | 34  | 13 | 11 | 5  | 2  | 2  | 7  | 3  | 54  | 23  | 0.43 |
| C. R. Flamengo · Brasil   | 1.ª           | 2021          | 24  | 7  | 8  | 6  | 4  | 3  | 10 | 2  | 46  | 18  | 0.39 |
| C. R. Flamengo · Brasil   | 1.ª           | 2022          | 24  | 11 | 12 | 3  | 10 | 3  | 13 | 12 | 59  | 29  | 0.49 |
| C. R. Flamengo · Brasil   | 1.ª           | 2023          | 34  | 13 | 9  | 9  | 8  | 6  | 10 | 7  | 61  | 35  | 0.57 |
| C. R. Flamengo · Brasil   | 1.ª           | 2024          | 21  | 11 | 12 | 11 | 4  | 3  | 6  | 5  | 43  | 30  | 0.70 |
| C. R. Flamengo · Brasil   | 1.ª           | 2025          | 13  | 7  | —  | —  | 3  | 1  | 9  | 0  | 25  | 8   | 0.32 |
| C. R. Flamengo · Brasil   | Total club    | Total club    | 150 | 62 | 52 | 34 | 31 | 18 | 55 | 29 | 288 | 143 | 0.50 |
| Total carrera             | Total carrera | Total carrera | 201 | 79 | 78 | 44 | 40 | 19 | 66 | 32 | 385 | 174 | 0.45 |
| 1. 2. 3.                  |               |               |     |    |    |    |    |    |    |    |     |     |      |

### Hat-tricks
| 1 | 28 de abril de 2021   | Raulino de Oliveira, Volta Redonda | Volta Redonda - Flamengo        |  | 0 - 3 | Campeonato Carioca 2021 |
| 2 | 7 de julio de 2022    | Estadio Maracaná, Río de Janeiro   | Flamengo - Deportes Tolima      |  | 7 - 1 | Copa Libertadores 2022  |
| 3 | 31 de agosto de 2022  | Estadio José Amalfitani, Bs. As.   | Vélez Sarsfield - Flamengo      |  | 0 - 4 | Copa Libertadores 2022  |
| 4 | 1 de octubre de 2022  | Estadio Maracaná, Río de Janeiro   | Flamengo - Red Bull Bragantino  |  | 4 - 1 | Brasileirao 2022        |
| 5 | 27 de abril de 2023   | Estadio Maracaná, Río de Janeiro   | Flamengo - Maringa FC           |  | 8 - 2 | Copa Brasil 2023        |
| 6 | 16 de febrero de 2024 | Estadio Lourival Baptista, Aracaju | Bangu Atlético Clube - Flamengo |  | 0 - 3 | Campeonato Carioca 2024 |

## Palmarés

### Títulos regionales
| Título                 | Club             | Región               | Año  |
| ---------------------- | ---------------- | -------------------- | ---- |
| Primera Liga de Brasil | Fluminense F. C. | Región Sur de Brasil | 2016 |
| Campeonato Carioca     | C. R. Flamengo   | Río de Janeiro       | 2020 |
| Campeonato Carioca     | C. R. Flamengo   | Río de Janeiro       | 2021 |
| Campeonato Carioca     | C. R. Flamengo   | Río de Janeiro       | 2024 |

### Títulos nacionales
| Título              | Club           | País   | Año  |
| ------------------- | -------------- | ------ | ---- |
| Supercopa de Brasil | C. R. Flamengo | Brasil | 2020 |
| Serie A             | C. R. Flamengo | Brasil | 2020 |
| Supercopa de Brasil | C. R. Flamengo | Brasil | 2021 |
| Copa de Brasil      | C. R. Flamengo | Brasil | 2022 |
| Copa de Brasil      | C. R. Flamengo | Brasil | 2024 |

### Títulos internacionales
| Título                       | Club           | Sede           | Año  |
| ---------------------------- | -------------- | -------------- | ---- |
| Recopa Sudamericana          | C. R. Flamengo | Río de Janeiro | 2020 |
| Copa Libertadores de América | C. R. Flamengo | Guayaquil      | 2022 |

### Distinciones individuales
| Distinción                                                 | Año  |
| ---------------------------------------------------------- | ---- |
| Máximo anotador del Campeonato Carioca (7 goles)           | 2018 |
| Equipo del año del Campeonato Carioca                      | 2018 |
| Premio Craque do Brasileirão: Novato del año de la Serie A | 2018 |
| Máximo anotador de la Copa Libertadores (12 goles)         | 2022 |
| Mejor jugador de la Copa Libertadores                      | 2022 |
| Máximo anotador del Mundial de Clubes (4 goles)            | 2022 |
| Futbolista del año en Sudamérica                           | 2022 |
| Equipo Ideal de América                                    | 2022 |
| Equipo del año del Campeonato Carioca                      | 2023 |
| Máximo anotador de la Copa de Brasil (5 goles)             | 2023 |
| Máximo anotador del Campeonato Carioca (11 goles)          | 2024 |